# Félix Jalibékov
Félix Jalibékov –en ruso, Феликс Халибеков– (3 de febrero de 1990) es un deportista ruso que compite en halterofilia. Ganó dos medallas en el Campeonato Europeo de Halterofilia, plata en 2016 y bronce en 2017.

## Palmarés internacional
| Campeonato Europeo | Campeonato Europeo | Campeonato Europeo | Campeonato Europeo |
| Año                | Lugar              | Medalla            | Categoría          |
| ------------------ | ------------------ | ------------------ | ------------------ |
| 2016               | Førde (Noruega)    | Medalla de plata   | 62 kg              |
| 2017               | Split (Croacia)    | Medalla de bronce  | 62 kg              |